# УАЗ-3153
УАЗ-3153 «Гусар» — повнопривідний вантажопасажирський автомобіль підвищеної прохідності з п'ятидверним двомісним суцільнометалевим кузовом і збільшеною колісною базою, довгобазна версія УАЗ-31514. На автомобіль встановлювали більш потужний 2,89-літровий мотор потужністю 84 кінські сили УМЗ-4218.
Випускався з 1996 до 2010 року дрібносерійним виробництвом.
УАЗ-3153 може застосовуватися для буксирування причепа, оскільки має тягово-зчіпний пристрій кульового типу. Максимально допустима маса причепа на буксирі з гальмами 1500 кг, без гальм 750 кг.
Підвіска або повністю пружинна, або ж спереду пружинна, ззаду на малолистових ресорах. У порівнянні з базовою версією була поліпшена обробка салону. У зовнішньому оформленні активно використовували пластик, часто на шкоду міцності. У стандартну комплектацію входив гідропідсилювач керма, як і ремені безпеки з моменту початку збирання.
На базі УАЗ-3153 створений УАЗ-3159 «Барс».